# Киселевка (Хмельницкая область)
Киселевка (укр. Киселівка) — село в Каменец-Подольском районе Хмельницкой области Украины.
Население по переписи 2001 года составляло 276 человек. Почтовый индекс — 32323. Телефонный код — 3849. Занимает площадь 1,238 км².

## Местный совет
32323, Хмельницкая обл., Каменец-Подольский р-н, с. Великозалесье